# 中国航空集团
- 關於1930年國民政府成立、1949年由中华人民共和国政府接收的中航集团前身企业，請見「中国航空 (1929年)」。
- 關於1988年成立的、现由中航集团控股的上市公司，請見「中国国际航空」。
- 關於1996年成立的原中航总公司下属企业，請見「中航浙江航空」。
- 關於2008年成立的、主营航空工业的特大型中国中央企业，請見「中国航空工业集团」。

中国航空集团有限公司（英語：China National Aviation Holding Corporation Limited），简称中航，是中华人民共和国一家主要从事民用航空行业的特大型中央企业。
中航集团的前身是1930年8月1日由中華民國政府與美國柯蒂斯-賴特飛機公司合資成立的中國航空公司（China National Aviation Corporation）。1949年，中航公司香港总部及海外办事处決定易帜，香港部分机队北飞中国大陆，接受中华人民共和国政府领导。中华人民共和国政府接收中航公司后，于1952年将中航与央航合并组建中国人民航空。1979年，中国民航在香港恢复中航名义。在1988年民航改革中，恢复设立中国航空总公司，作为港龙航空、澳门航空的母公司，以香港、澳门为基地进行资本运作。2002年，以中国航空、中国国际航空、中国西南航空为基础，组建中国航空集团公司，作为中国国际航空公司（国航）的控股公司。2018年改为现名。

## 历史

### 中航公司时期

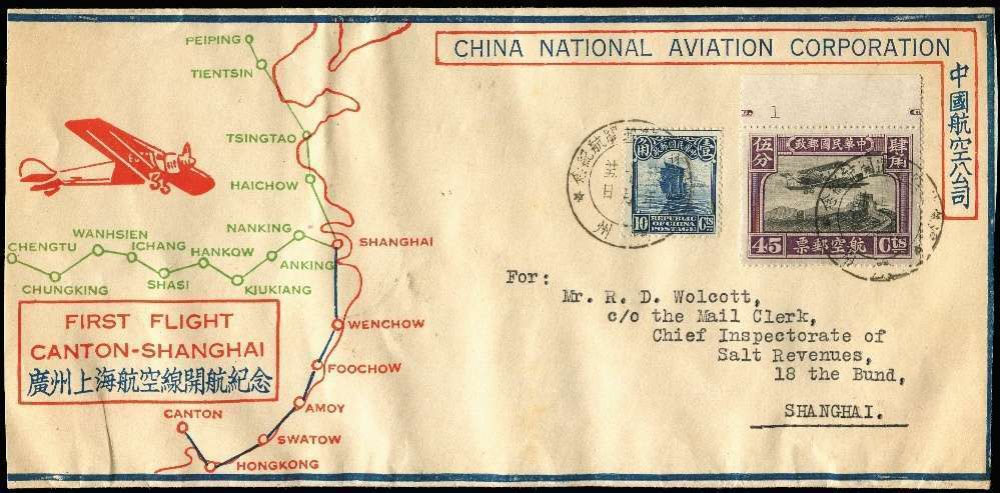
1933年，廣州上海航空線開航紀念信封。

1929年4月5日，南京國民政府成立一間名為中國航空公司的國營航空公司，但因與克萊門特·梅爾維爾·基伊斯旗下“航空發展公司”的糾紛，而合併為新的“中國航空公司”。后者是中華民國交通部與美國投資者合營的公司。在1938年春，中航公司隨國民政府遷至重慶，恢復一度因蘆溝橋事變而暫停的營運，並透過駝峰航線運輸物資協助中國抗戰。
1949年，隨著中國共產黨联合当时的其它政党成立中华人民共和国，中華民國政府開始將資源遷往臺灣。但同年內發生兩航事件，中航香港总部及海外办事处的2,000余员工宣布投向中华人民共和国，部分机队北飞中国大陆。1949年11月12日，中央人民政府政务院总理周恩来宣布接收中国航空公司、中央航空公司为中华人民共和国资产。1949年12月5日，中央人民政府政务院印发通知，决定继续保留中国航空公司、中央航空公司，由军委民航局管理领导。在兩航事件中的一批前中航員工組成了中國民航的第一代骨幹。中航、央航分别以天津、广州为基地继续运营。1950年8月1日，中航开辟天津-汉口-重庆航线，这是新中国最早的国内定期航线之一。1951年1月，中央人民政府政务院重新调整了中航董事会并向香港注册署备案。
1952年7月17日，中航并入中国人民航空公司，后者于一年后的1953年6月，借鉴苏联民航“政企合一”的模式，并入中央人民政府人民革命军事委员会民用航空局（1954年11月更名为中国民用航空局），并以中国民航的名义经营民用航空业务；不过中航在香港的分公司继续作为中国民航在香港的办事处存在。
1978年，中国民航以中国航空股份有限公司的名义在香港重新开展业务，成为中国民航在香港的窗口企业。

### 中航总公司时期
1988年民用航空业改革后，原中国民航被分为多家航空公司，原中国民航的国际航线业务整合组建为一家控股公司。1991年，中国航空股份有限公司在国家工商行政管理局正式注册，成为中国民用航空总局直属的一家航空运输企业。1999年5月经国家工商行政管理局核准，更名为中国航空公司。2000年11月经国家工商行政管理局核准，更名为中国航空总公司（China National Aviation Corporation）。
1988年民航改革后重组的中航总公司定位是以香港、澳门为基地进行资本运作的公司，中航总公司持有中航兴业、港龙航空（通过中航兴业持有其43.29％股权）、澳门航空及中航浙江航空等子公司。

### 中航集团时期

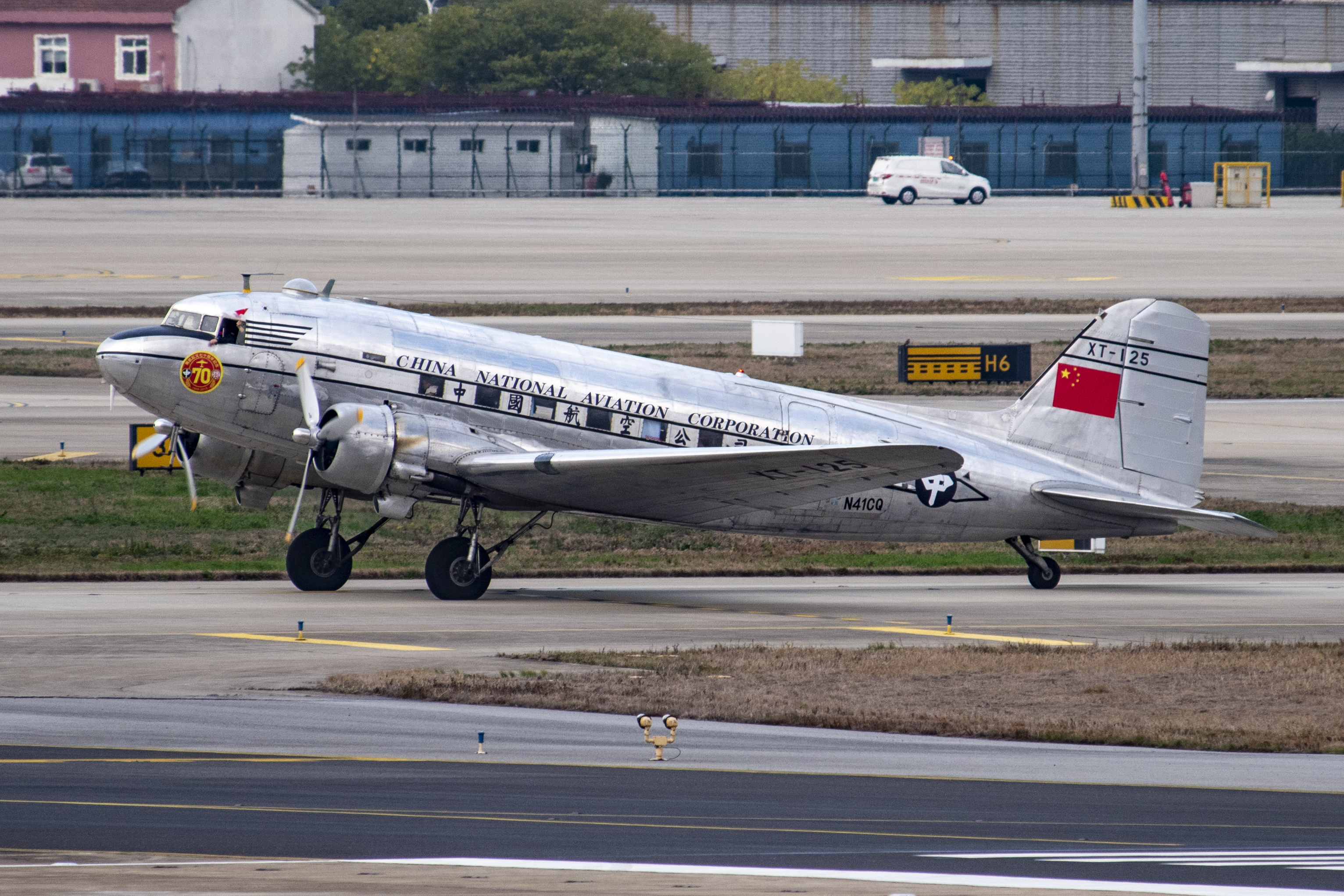
2019年12月，两航起义70周年纪念版中航涂装的DC-3在上海虹桥国际机场等待起飞

2002年，以中国国际航空公司为主体，联合中国航空总公司和中国西南航空公司，组建中国航空集团公司（China National Aviation Holdings），保留中国国际航空公司名称，继续使用中国国际航空公司的标识。
2018年1月2日，国航发布公告称，根据国家有关国有企业公司制改制工作部署，经国务院国有资产监督管理委员会《关于中国航空集团公司改制有关事项的批复》（国资改革〔2017〕1182号）批准，国航控股股东中国航空集团公司由全民所有制企业改制为国有独资企业，改制后名称为中国航空集团有限公司（China National Aviation Holding Corporation Limited），由国务院国有资产监督管理委员会代表国务院履行出资人职责。
2021年1月，美國政府將中國航空集團列為中國人民解放軍「擁有或控制」的公司，從而禁止任何美國公司或個人對其進行投資。

## 组织架构

### 内设机构
- 办公室（总裁办公室）
- 规划发展部
- 财务部
- 法律监管部
- 航空安全办公室
- 中央纪委国家监委驻中国航空集团纪检监察组
- 党组办公室（党群工作部）

### 控股企业
- 中国国际航空股份有限公司
- 中国航空（集团）有限公司
- 中翼航空投资有限公司[註 1]
- 中国航空集团建设开发有限公司[註 2]
- 中国航空资本控股有限责任公司
- 民航快递有限责任公司
- 中国航空传媒有限责任公司[註 3]

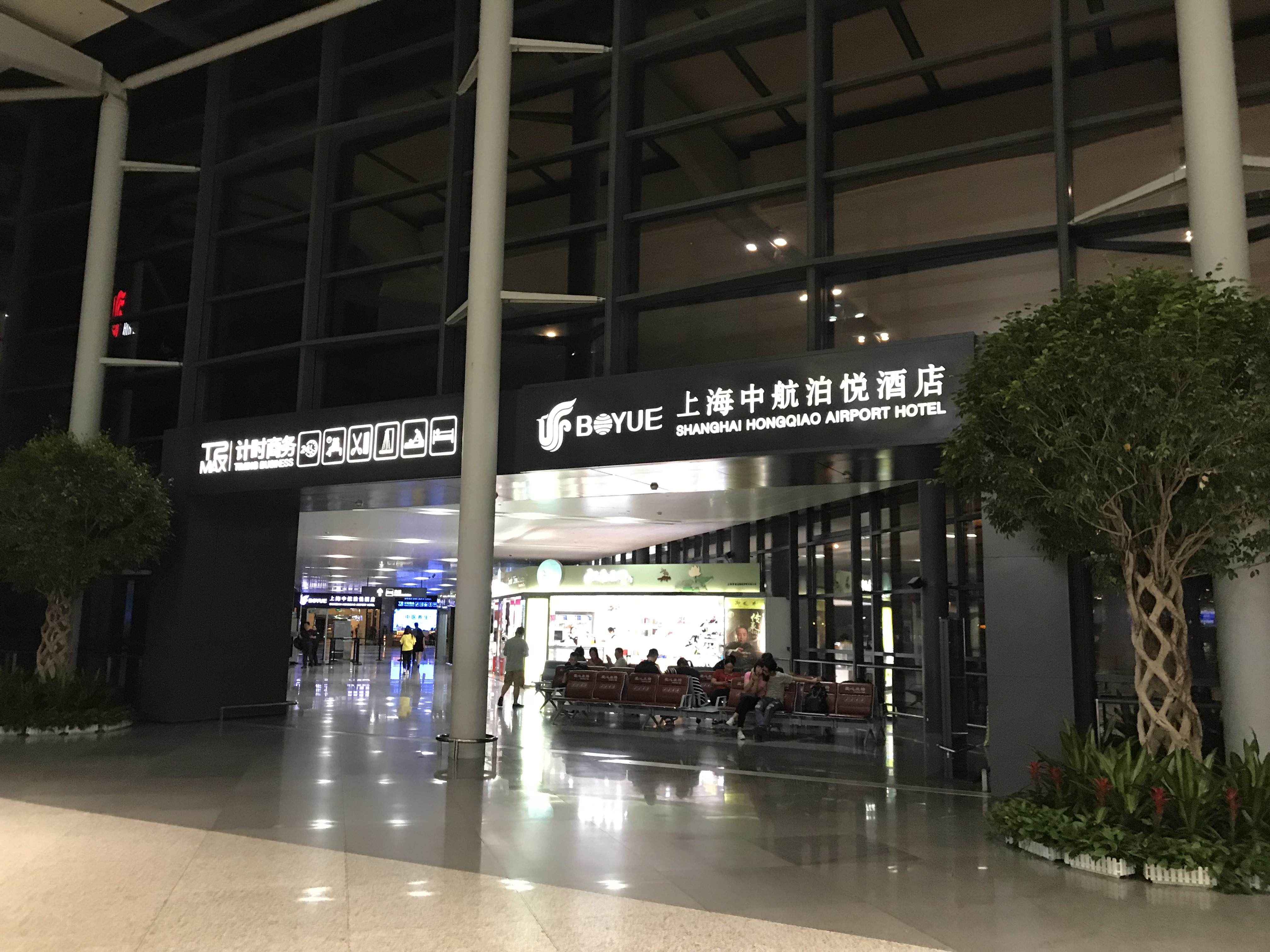
位于上海虹桥国际机场2号航站楼中航集团旗下泊悦酒店
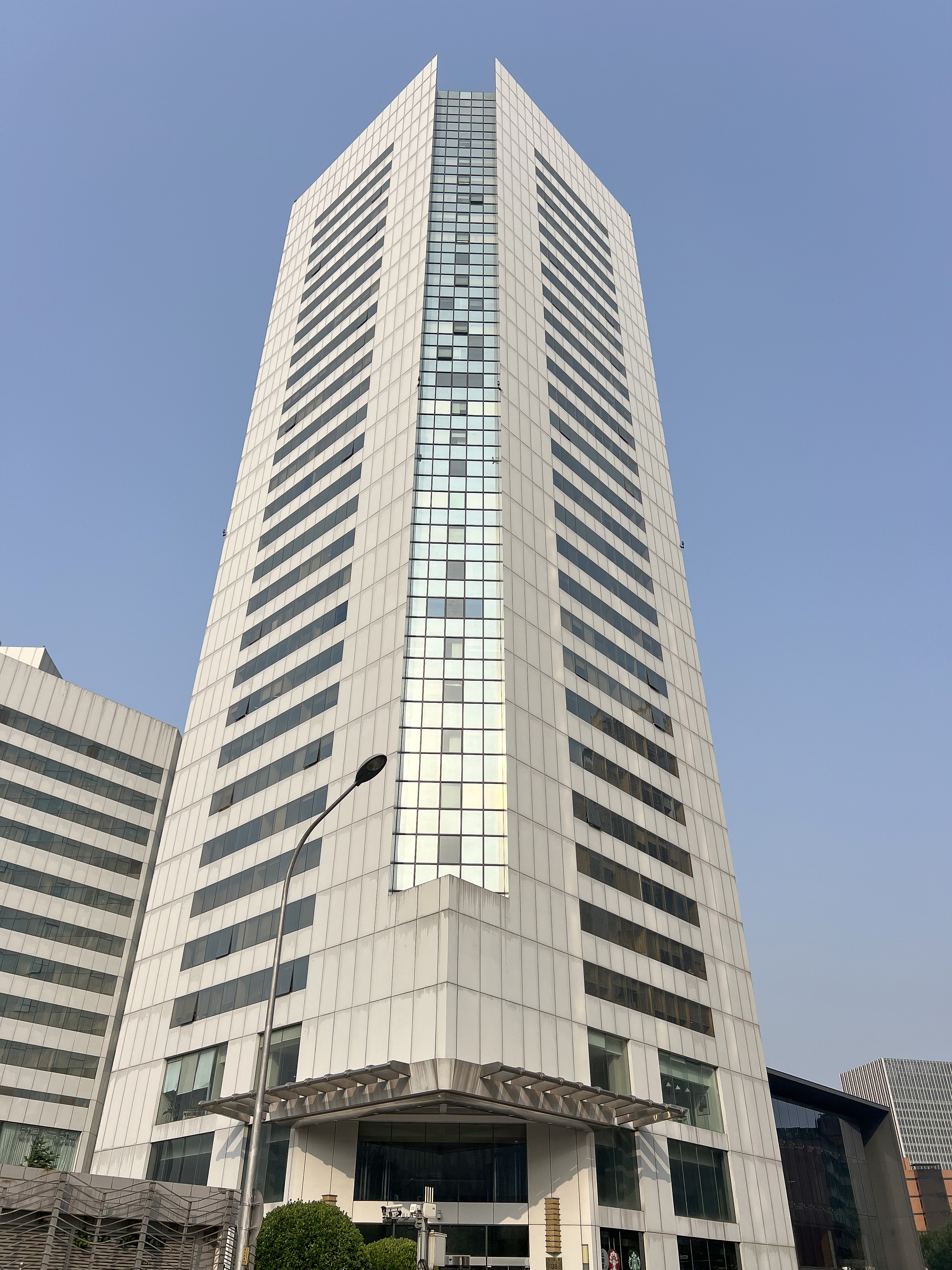
中国航空集团建设开发有限公司所在的北京国航大厦（霄云路36号）
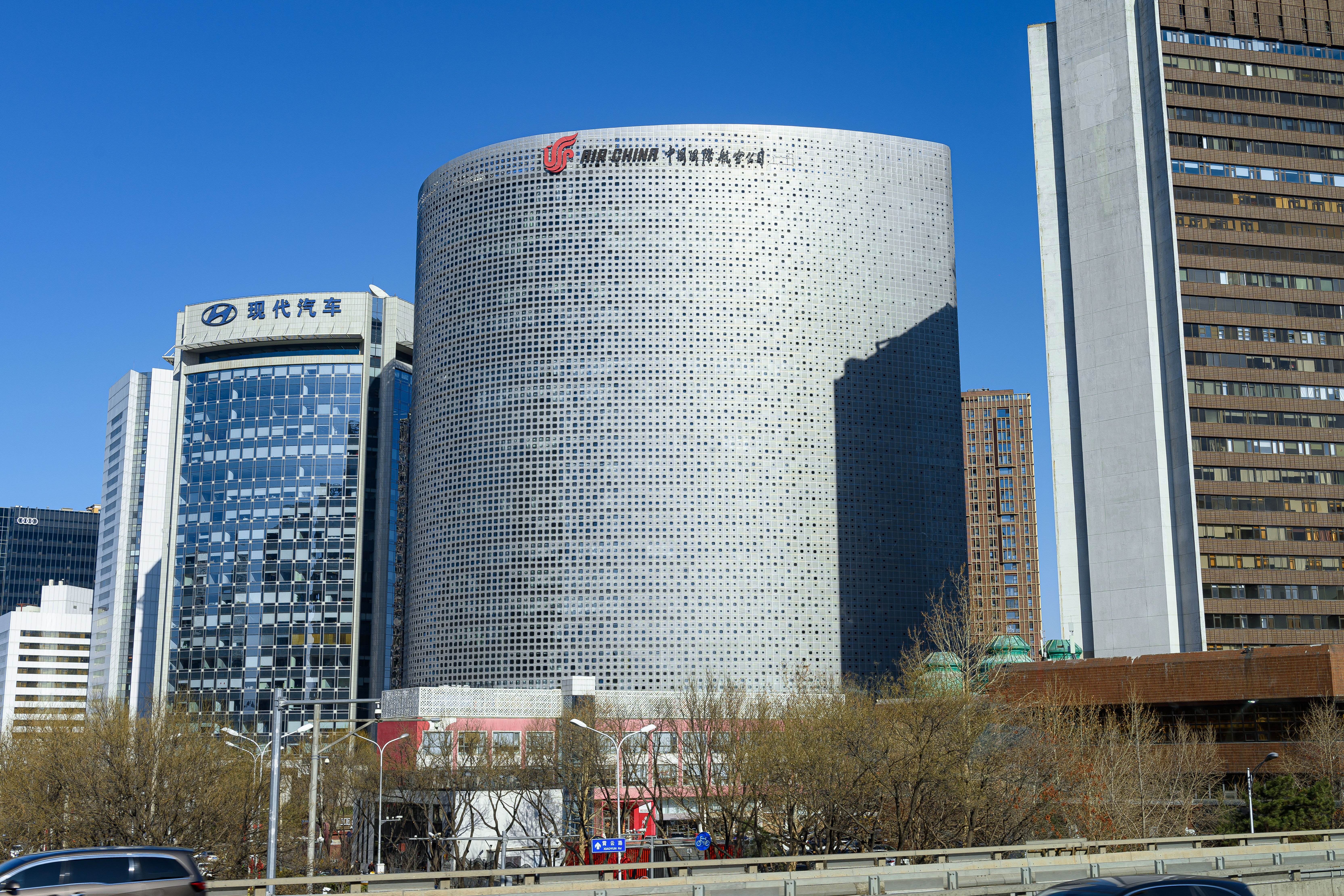
中国航空传媒有限责任公司所在的北京国航世纪大厦（霄云路40号）
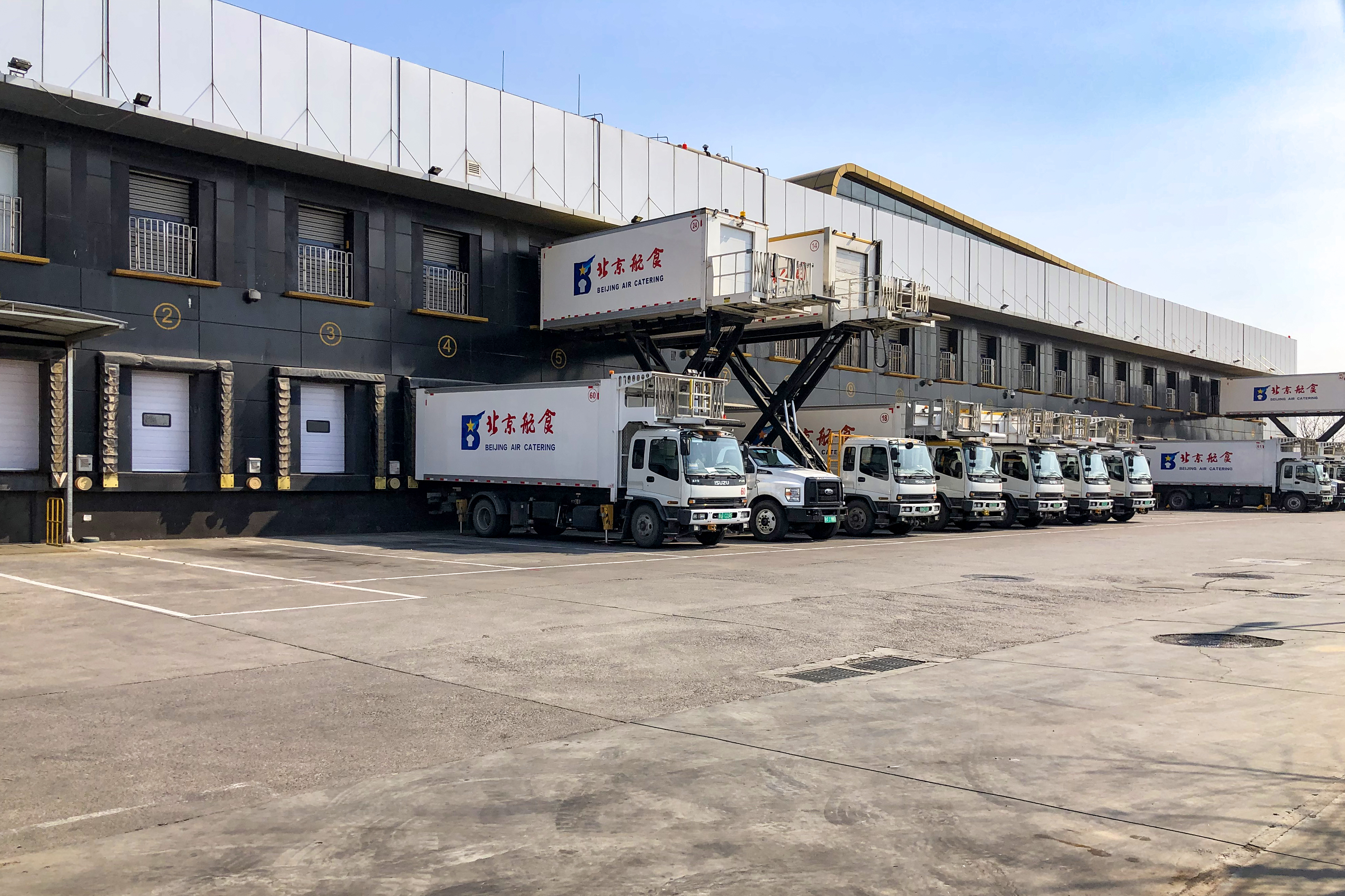
中翼航空投资有限公司与旗下北京航食2019年起一体化运行
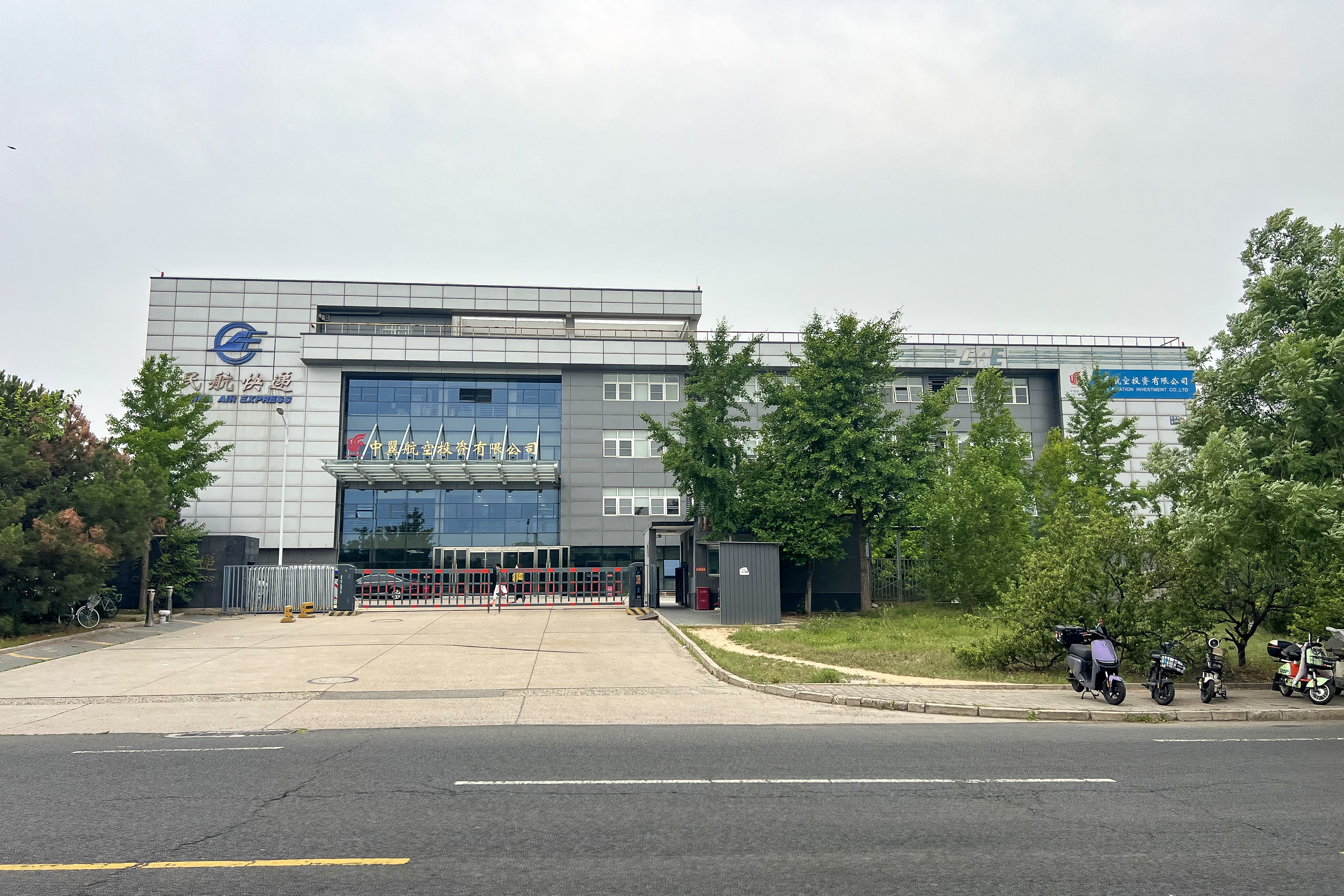
民航快递北京分公司
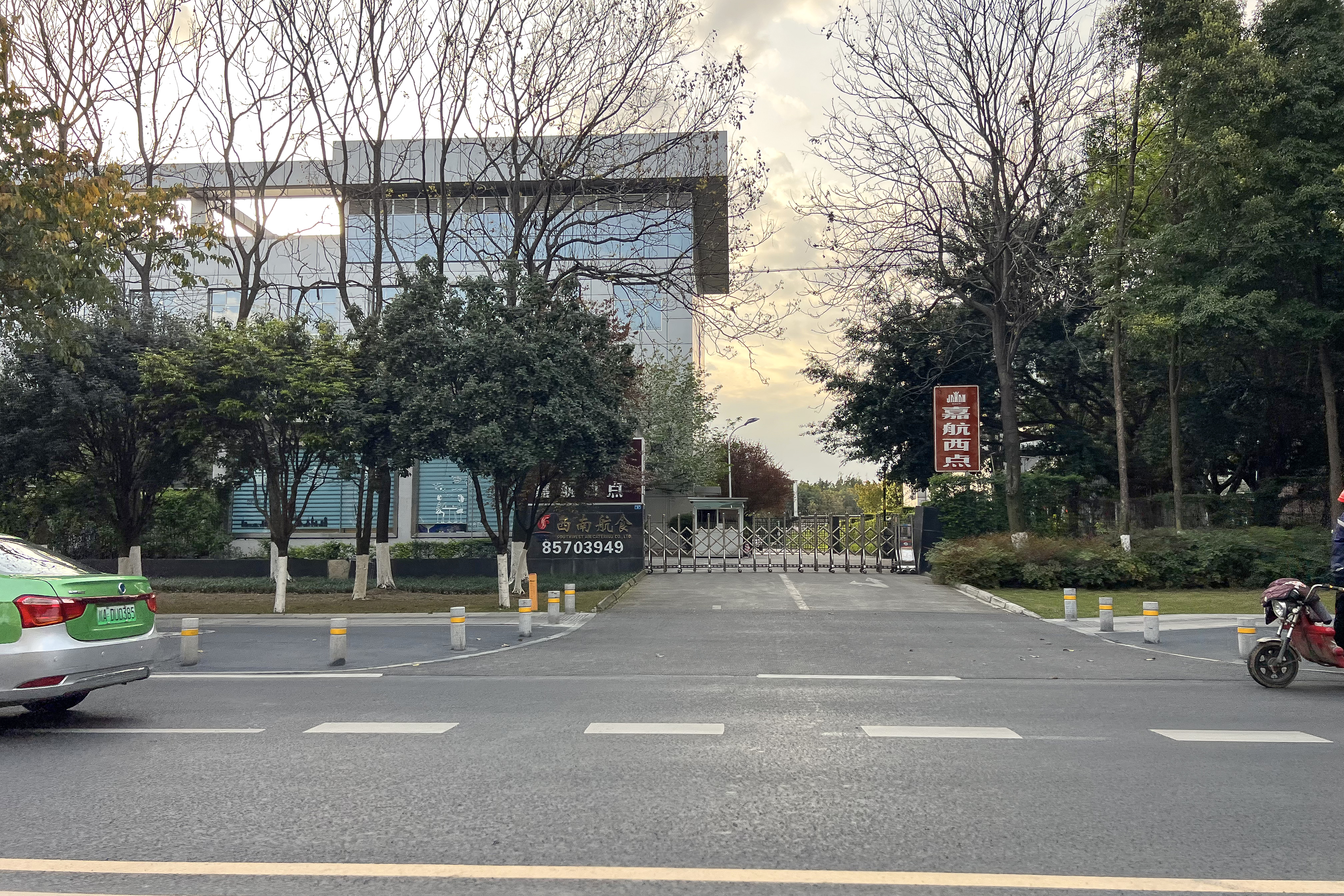
西南航空食品有限公司

## 香港中航

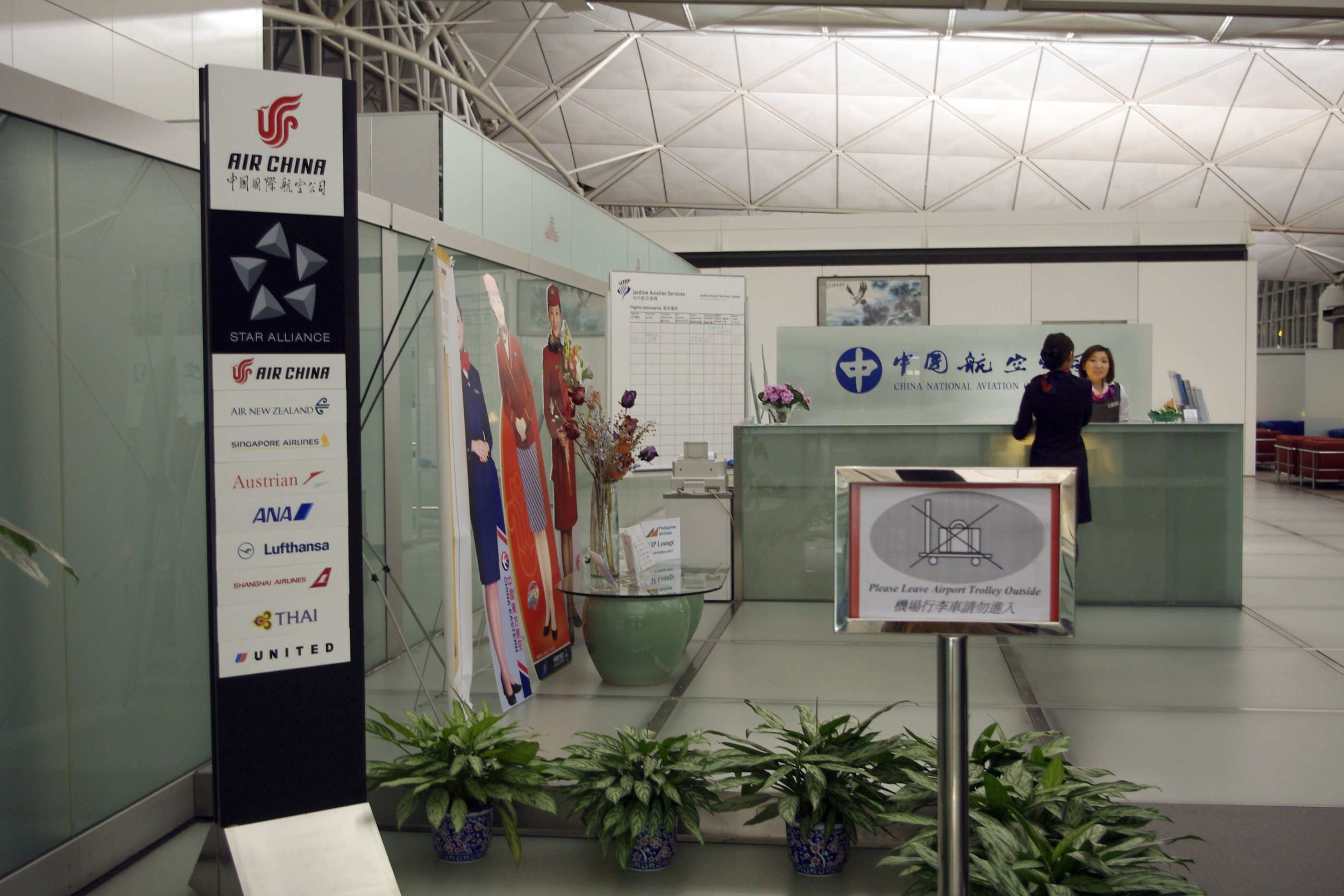
中国国际航空公司在香港国际机场的贵宾室，以“中国航空”名义营运

中国航空（集团）有限公司，简称中航有限，又称香港中航，是中国航空集团有限公司在香港注册的全资子公司。

### 历史
1953年6月，中国航空公司与中央航空公司合并组建中国人民航空公司后，中航在香港的分公司继续作为中国民航在香港的办事处存在。1984年，沿用民国时期中航之中英文名及徽号的中国航空公司在香港成立，之后成立的中航兴业公司曾控股港龙航空。1991年5月13日，中国航空股份有限公司在北京重新登记注册，经中国民航总局授权统管中国民航在港澳地区的业务:428。2002年，香港中航组织成立香港两航联谊会，承担宣传学习“两航”历史、联系和服务两航起义人员和其家属之工作。
1996年，浙江航空被交由香港中航控股，改名中航浙江航空，使用民国时期中航的徽号，企业形象重返蓝天。2004年中航浙江航空并入中国国际航空公司，成为中国国际航空公司浙江分公司。

### 控股（参股）企业
- 中翼航空投资有限公司（64％）
- 中航(澳门)航空有限公司
- 中国航空租赁有限公司
- 中國国际航空（10.72%）
- 西安咸阳国际机场（24.5％）
- 成都双流国际机场（25％）
- 香港空运货站（16.67%）
- 中航明捷航空服務（50％）
- 中國飛機服務有限公司（40％）
- 汉莎航空膳食服务（香港）有限公司（16％）
- 菜鳥香港機場物流中心（35％）

### 引用
1. ↑  Flight International. April 28, 1938. p. 416 （页面存档备份，存于） (Archive). "CHINA NATIONAL AVIATION CORP., 51, Canton Road, Shanghai."
2. ↑  王永生. . 搜狐网新闻（转自中国国际航空公司网站）.   [2022-05-16]. （原始内容存档于2023-02-04）. 中国航空总公司早在新中国成立之前，就曾是中国两大航空公司之一。其前身“中国航空股份有限公司”成立于1930年8月1日。
3. ↑  刘雁军. . 北方网新闻.   [2022-05-16]. （原始内容存档于2023-06-06）.
4. 1 2  杨超. . 民航资源网.   [2022-05-16]. （原始内容存档于2013-03-30）.
5. ↑  中国航空. . 中国航空集团有限公司.   [2022-05-16]. （原始内容存档于2023-06-06）.
6. ↑  .  II. 1929: 154  [2023-06-06]. （原始内容存档于2023-06-08） –UW-Madison Libraries.
7. ↑  "國民政府訓令行政院等為與美國航空發展公司訂立航空郵務合同一案令仰知照" (1929-04-22) [文件]. 〈中美航空合同（一）〉, Series: 國民政府/交通/交通總綱/合同, ID: 001-120022-00005-003, pp. 6-21. 《國民政府》, 國史館.
8. ↑  新华社北京. . 浙江日报 (杭州). 1949-11-14: 1版 （中文（简体））.
9. ↑  林红梅. . 新华网. 2002年10月28日  [2023年6月7日]. （原始内容存档于2020年9月14日） –新浪网 （中文（简体））.
10. ↑  林红梅. . 民航资源网（转新华网）.   [2023-06-06]. （原始内容存档于2023-06-06） （中文（简体））.
11. ↑  欧阳玲. . 民航资源网（转《香港商报》）.   [2023-06-06]. （原始内容存档于2023-06-06） （中文（简体））.
12. ↑  曹建伟. . 民航资源网（转《IC经理世界》杂志）.   [2023-06-06]. （原始内容存档于2023-06-07） （中文（简体））.
13. ↑  周音. . 民航资源网（转中国新闻网）.   [2023-06-06]. （原始内容存档于2022-02-12） （中文（简体））.
14. ↑  . 民航资源网.   [2020-04-19]. （原始内容存档于2018-01-06）.
15. ↑  Stone, Mike. . Reuters. 2021-01-14  [2021-01-14]. （原始内容存档于25 January 2021） （英语）.
16. ↑  . 中国民航网. 2021-07-28.
17. ↑  . 中国新闻网. 2025-01-28  [2025-05-22].
18. ↑  . 中国航空集团有限公司.   [2025-02-04]. （原始内容存档于2022-05-23）.
19. ↑   (PDF). 文汇报 (香港). 2021-03-18: AA1版  [2022-05-16]. （原始内容存档 (PDF)于2022-06-23） （中文（香港））.
20. ↑  北京市地方志编纂委员会. . 北京出版社. 2000. ISBN 7-200-04040-1.
21. ↑  中国航空. . 中国航空集团有限公司.   [2022-05-16]. （原始内容存档于2022-05-16）.